# Casimir Ménestrier
Pour les articles homonymes, voir Ménestrier.
Casimir Ménestrier, né à Auxerre le 24 août 1785 et mort à Paris le 10 mars 1819, est un chansonnier français du XIXe siècle.

## Biographie
Né à Auxerre le 24 août 1785,, grenadier du 1er bataillon de la 1re légion, Casimir Ménestrier est surtout connu pour son recueil Chansons de Casimir Ménestrier, convive des soupers de Momus publié en 1818.
A. P. F. Ménégault et Rigobert Piquenard écrivent sur lui dans leur Martyrologe littéraire ou dictionnaire critique de sept cens auteurs vivants... en 1816 : « Sous le nom de Casimir M. Menestrier a fait le tiers ou le quart d'une comédie- vaudeville, et à lui seul une centaine de chansons : c'est assez pour être immortel ».
Casimir Ménestrier meurt de consomption, des suites d'un rhume mal soigné, vers le 11 mars 1819 à l'âge de 33 ans,,. Il est inhumé quatre jours plus tard au cimetière du Père-Lachaise.

## Œuvres
- Pots-pourris adressés à MM. Armand-Gouffé et M.-A. Désaugiers, convives du Caveau moderne, par un ami de la chanson, 1812
- L'Élan du cœur, hommage au roi Louis XVIII, avec Paul Ledoux et Armand Séville, 1814
- Le Poète de famille, 2 vol., 1817
- Chansons de Casimir Ménestrier, convive des soupers de Momus, 1818 (réédition 2013)
- Roule ta bosse ou Conseils à un bossu